# 郑强 (话剧演员)
郑强，中国北京人民艺术剧院演员，一级演员，毕业于中央戏剧学院。主要影视作品：《水浒传》、《延安颂》、《英雄》。祖籍河北行唐，现居河北石家庄。1974年下乡于宁夏银川市芦花公社。1976年考入宁夏五七艺术训练班话剧班（后为银川师范话剧班）。1979年毕业，进入宁夏话剧团做演员。1986年调入河北话剧院做演员至今，1998年至2000年期间在中央戏剧学院导演系影视导演专业学习。

## 主要作品
- 电影：《红棉袄红棉裤》饰演八路军县委书记－耿北原；《重生》（数字电影）饰演男主演郑宏；
- 电视剧：《长征》、《延安颂》、《八路军》饰演洛甫（张闻天）；《高纬度战栗》饰演李敏分（李主任）；《美丽人生》饰演刘春风（刘团长）；《远东第一监狱》饰演刘培生（刘峰）；新版《雪山飞狐》饰演乾隆；央视版《水浒传》饰演柴进；四十集情景喜剧《笑星酒家》饰演男一号窦天宝。

## 作品列表

### 话剧作品
- 《哥仨和媳妇们》　饰　于德山
- 《郭隆真》　饰　高学监
- 《儿女们》　饰　弟弟
- 《谁有病》　饰　经理
- 《于无声处》　饰　何为
- 《归去来兮》　饰　玄烨
- 《彭总西征》　饰　杜邦夫
- 《红日喜事》　饰　五叔

### 电视剧作品
- 《三国演义》 饰 曹真
- 《东周列国春秋篇》 饰 鲍叔牙
- 《淮安奇案》 饰 李泰清
- 《水浒传》 饰 柴进
- 《长征》饰 洛甫（张闻天）
- 《绝色双娇》 饰　林大学士
- 《笑傲江湖》饰 天松道人
- 《延安颂》饰 洛甫（张闻天）
- 《八路军》饰 洛甫（张闻天）
- 《冼星海》饰 洛甫（张闻天）
- 《雪山飞狐》饰 乾隆皇帝
- 《远东第一监狱》饰 刘培生
- 《父亲的战争》饰 胡政委
- 《解放》饰 李涛
- 《战后之戰》饰 白迪夫
- 《和空姐一起的日子》饰 王国伦
- 《笑星酒家》 饰　窦天宝
- 《美好人生》 饰 团长
- 《英雄》 饰 伍子胥
- 《太行山上》饰 洛甫（张闻天）
- 《海棠依旧》饰 黃华
- 《彝海结盟》饰 洛甫（张闻天）
- 《换了人间》饰 程思远